# 徵兵規則 (中華民國)
《徵兵規則》為依照中華民國《兵役法》所訂之行政命令，是臺灣兵役制度之細項規則，內容則包含役男認定、徵調文書、役男身家調查、徵兵檢查、抽籤徵集及入營輸送等等事宜。《徵兵規則》執行單位為各直轄市、縣市政府及鄉鎮市區公所。

## 沿革
臺灣的徵兵制度始見於1945年1月日本統治末期，為第二次世界大戰戰場之人力需求而產生。第二次世界大戰結束後，中華民國代表盟軍佔領臺灣。戰後初期除了二二八事件發生期間，並未於臺灣設置大量軍隊，而是以警備力量為主，因兵源充足，故並未於臺灣實施徵兵制。1949年12月，由於第二次國共內戰失利，中華民國政府宣佈將政府遷往其甫於1945年代表盟軍自日本佔領領土臺灣的首府臺北市。進入1950年代後戰事漸歇，中國國民黨領導的中華民國政府與中国共产党領導的中華人民共和國政府隔台灣海峽兩岸分治的格局型成。政府遷臺後，又自1949年12月28日起在臺灣全面開始實施徵兵制度，以防止中华人民共和国進攻臺灣。
1954年，中華民國政府參考美國與日本駐臺灣之軍事顧問團的意見，大幅修改了《兵役法》規範，訂出軍士官以志願考選，士兵以屆齡徵集為主的兵役制度。並於1956年公佈了依照新版兵役法制定的《徵兵規則》，開始徵集第1梯次役男入營。之後《徵兵規則》也隨國家兵役政策改變以及相關法規修正而做出相應改變。2000年以後，兵役政策以擴大實施募兵制為主。至2008年，義務役常備兵役現役役期縮短為1年，士官兵採行徵兵制、募兵制併行。在2013年，為了順應時代環境變遷與國家安全需求，凡1994年次以後出生的經徵兵檢查合格之役男，只要接受4個月軍事訓練，以具備基本的作戰能力，兵役制度轉變成「平募戰徵」型態。最後於2018年完全停止徵集常備兵役現役，1993年次以前出生之役男，全面轉服替代役，役期1年。
自2018年12月底起，所有中華民國國軍部隊之現役軍官、士官、士兵均由招募而來的志願役組成。雖然如此，因《中華民國憲法》中將服兵役規定為國民義務，事實上相關徵兵制度並未廢除。中華民國政府相關單位仍然依照《徵兵規則》辦理相關之徵集流程，但是經由徵集而來的合格義務役男則在完成法定的4個月軍事訓練後返回民間並列入後備軍事動員管理，不進入部隊服役。
2017年以來，中美關係由合作轉為對抗，懸而未決的臺灣問題成為中國與美國之間的爭點。因應中美臺關係緊繃，政府宣佈於2021年9月起恢復軍事訓練役役男在新兵訓練後必須下部隊，並落實抽外島籤。又於2022年12月宣布2005年次以後出生的經徵兵檢查合格之役男，恢復實施為期1年的常備兵役現役役徵集。

### 陳水扁曾任第十、十一任中華民國總統（2000年－2008年）
2000年，《兵役法》再度大幅修正，廢除士兵役中之「國民兵役」並加入「替代役」制度。
2000年1月1日起，實施義務役役期縮短為1年10個月[2]。
2000年8月1日起，首次徵集替代役[2]。
2004年1月1日起，實施義務役役期縮短為1年8個月[9]
2005年7月1日起，實施義務役役期縮短為1年6個月[10]。
2006年1月1日起，實施義務役役期縮短為1年4個月[11][12]
2007年7月1日起，實施義務役役期縮短為1年2個月[13]，已經擴大實施志願役兵役招募制度。
2008年1月1日起，實施義務役役期縮短為1年[14]，持續擴大實施志願役兵役招募制度。[15]
2008年起，部份高學歷役男得在相關產業之機關或公司服務的方式服役的制度（國防役）由內政部役政署接手辦理，改稱「研發替代役」。

## 內容
《徵兵規則》主要包含兵籍調查、徵兵檢查、抽籤、徵集等章節。

### 年次與役男
徵兵制度，以「年次」作為徵兵日期時間的基準，而以民國紀年為計算之此年次是以每年1月1日起至12月31日止為一個年次。而以當年年次為基準之19歲男子，則被稱為役齡男子，此名稱則通常簡稱為役男。
就兵役相關法律規定，及齡役男除了正面表列理由（如在學中）外，均有按時服兵役之義務。除此，役男役有詳實受兵籍調查及徵兵檢查之必要。兵籍調查資料視為公文書，填寫資料不但具有法律效果，戶籍地直轄市、縣市政府亦可依職權對役男資料，重行調查、檢查。
役男徵調除了依照年次之外，並不考慮其出生月日。事實上，每年之徵集役男順序，均依年度中華民國國軍應徵兵額，按未徵役男出生年次之先後，與其抽籤日期先後及號次來擬定徵集順序。

### 兵籍調查
兵員之列額，以兵役登錄基準日（通常訂於10月之第一週週六）之戶籍資料為準，凡於翌年年滿19歲之男子皆為役男，有接受兵籍調查之義務，並由鄉鎮市區役政單位列管。登錄後，若遇役男戶籍異動者，兩相關鄉鎮市區公所須互相連繫確定徵額歸屬，並由遷入地鄉鎮市區公所列額控管。除此，控管單位遇役男因免役、禁役，喪失國籍、死亡或經死亡宣告者，戶籍地鄉鎮市區公所必須註銷列額，並通報直屬政府備查。

### 徵兵檢查
徵兵檢查由直轄市或縣市政府擬定負責，其主管機關為「徵兵檢查委員會」。鄉鎮市區公所至遲應於徵兵檢查開始10日前，將徵兵檢查時間、地點及注意事項通知應受徵兵檢查之役男。役男於緩徵期間，得不接受徵兵檢查，至緩徵原因消滅後再行接受徵兵檢查。應屆畢業之役男，實務上於緩徵原因消滅（畢業）前8個月開始接受徵兵檢查。
徵兵檢查係依體位區分標準施檢，據以判定役男是否具有從事軍事任務之體格。徵兵檢查委員會會委託指定醫院辦理該項檢查。役男體位約於體檢後一至兩個月判定，部分須精密儀器檢查始能判定者，則另行安排專科檢查。若役男對於體位判定有疑義或已達改判體位標準者，則必須檢具醫療機構診斷證明書申請複檢，於直轄市、縣市政府核定後，由直轄市、縣市政府安排或至自行選擇之指定醫學中心複檢。
因現行入營後不再受理因身高體重辦理驗退，故役男於收受徵集令後，認其身高體重已達改判體位標準，須檢具醫療機構診斷證明書向戶籍地役政單位申請身高體重重測，由直轄市、縣市政府於入營日前統一辦理。符合改判體位標準者，當場收回原徵集令，另行安排入營時間或發給免役證明書。

### 抽籤
徵兵規則中，明定軍種、主要兵科及同年次徵集順序均必須由抽籤決定。鄉鎮市區公所為兵役抽籤主辦單位，其直屬直轄市或縣市政府應派員監督。鄉鎮市區公所各依照當年度核准之兵員配賦計畫製做相應數量之「陸軍」、「海軍艦艇兵」、「海軍陸戰隊」、「空軍」籤條由役男或其法定代理人抽取。
役男於抽籤及緩徵原因消滅後，即需隨時候令兵員徵集。原則上，全國徵集總名額由國防部制定，地方徵集名額則由內政部明定。該以縣市為明細之名額數量按月訂定各梯次徵集計畫，送達各地方政府，並副知國防部。
以梯次為單位之徵集令及預備員之通知，由鄉鎮市區公所至遲於入營10日前送達役男住處。不過，今役男已可於該主辦單位處查詢入伍時間，服役期間亦由入伍時間算起。（1993年次（含）以前役期1年、1994年次至2004年次役期4個月、2005年次（含）以後役期1年）。
目前高中、高職、專科和大學的軍訓課可以折抵役期，1993年次以前役男至多可折抵30天，1994年次以後役男至多可折抵15天，故許多準備入伍的役男，都會回母校軍訓教官室申請軍訓修課証明，供部隊人事官辦理役期折抵。

### 徵集
入營事宜負責單位為直轄市、縣市地方政府，以直轄市、縣市兵役局（處、科）為主的入營負責單位，需按應徵役男分佈狀況、入營距離、時間及地點，指定適宜集合處所，由應徵役男依照徵集令規定時間、地點前往集合，並以大眾交通工具作為主要運輸車輛。例如，預定於台中市成功嶺集訓之台北市役男，則會前往台北車站，搭乘專用列車前往。而現今仍有相當多役男親友，會陪同役男完成入營前之初報到手續。
役男進入新訓中心受訓約10天後，中心大都會舉辦懇親會，讓役男的親友來到新訓中心探望役男，懇親會結束後即可休假三至四日，稱為「懇親假」。
役男結訓前會辦理鑑定測驗，簡稱「鑑測」，鑑測結束後依其所屬軍種、兵科，或直接移撥部隊，或至兵科學校進行專長訓練。

## 入營梯次
國防部與內政部制定徵集計畫時，會按軍種、入營日期編為「梯次」。各地方政府會安排於該梯次指定時間將抽籤為該軍種役男送至該梯次接訓地點交由中華民國國軍展開新兵訓練。以陸軍常備兵役軍事訓練為例，該徵集至2024年12月31日為止，已有217梯（陸軍平均每月徵集1至2梯；海軍艦艇兵、空軍平均每1至2個月徵集1梯；海軍陸戰隊平均每月徵集1梯）。而同一時間同一梯次被徵集到之役男，則互相暱稱為「同梯」。該梯次數字不但作為徵集順序辨別使用；臺灣男子於退伍後，遇到相似年齡朋友，也都會以詢問對方常備兵梯次來作為話題之一。
| 年度                | 陸軍       | 陸軍       | 海軍艦艇兵 | 海軍艦艇兵 | 海軍陸戰隊 | 海軍陸戰隊 | 空軍     | 空軍     | 補充兵   | 替代役   | 備註   |
| 年度                | 現役       | 軍事訓練   | 現役       | 軍事訓練   | 現役       | 軍事訓練   | 現役     | 軍事訓練 | 補充兵   | 替代役   | 備註   |
| ------------------- | ---------- | ---------- | ---------- | ---------- | ---------- | ---------- | -------- | -------- | -------- | -------- | ------ |
| 2011年（民國100年） | 2106－2129 |            | 659－670   |            | 737－748   |            | 831－842 |          | 237－248 | 091－103 | [ 6 ]  |
| 2012年（民國101年） | 2130－2156 |            | 671－682   |            | 749－760   |            | 843－855 |          |          |          |        |
| 2013年（民國102年） | 2157－2175 | 0001－0009 | 683－693   |            | 761－771   | 001－004   | 856－864 | 001－006 |          |          | [ 7 ]  |
| 2014年（民國103年） | 2176－2194 | 0010－0021 | 694－704   |            | 772－782   | 005－011   | 865－871 | 007－013 | 276－290 | 131－144 | [ 8 ]  |
| 2015年（民國104年） |            |            |            |            |            |            |          |          |          |          |        |
| 2016年（民國105年） |            |            |            |            |            |            |          |          |          |          |        |
| 2017年（民國106年） | 2219－2225 | 0051－0068 | 728－735   |            | 806－811   | 030－040   | 888－892 | 032－043 | 321－336 | 174－186 | [ 9 ]  |
| 2018年（民國107年） |            | 0069－0086 |            | 001－009   |            | 043－053   |          | 044－054 | 337－351 | 187－197 | [ 10 ] |
| 2019年（民國108年） |            | 0087－0102 |            | 010－016   |            | 054－063   |          | 055－063 | 352－365 | 198－208 | [ 11 ] |
| 2020年（民國109年） |            | 0103－0124 |            | 017－027   |            | 064－072   |          | 064－072 | 366－377 | 209－219 |        |
| 2021年（民國110年） |            | 0125－     |            | 028－      |            | 073－      |          | 073－    | 378－    | 220－    | [ 12 ] |
| 2022年（民國111年） |            |            |            |            |            |            |          |          |          |          |        |
| 2023年（民國112年） |            | 0166－0190 |            | 046－057   |            | 087－098   |          | 087－095 | 401－411 | 241－251 | [ 13 ] |
| 2024年（民國113年） | 2226－2237 | 0191－0217 | 736－739   | 058－069   | 812－821   | 099－108   | 893－894 | 096－105 | 412－422 | 252－261 | [ 14 ] |

### 陸軍常備兵入伍梯次重要里程碑
- 第1梯：1956年2月12日之前
- 第2梯：1956年2月19日～第53梯：1957年2月10日；每週日入伍一梯次。
- 第54梯：1957年2月17日（週日）或20日（週三）
- 第55梯：1957年2月24日（週日）或27日（週三）
- 第56梯：1957年3月6日～第1037梯：1975年12月24日；每週三入伍一梯次。
- 第1038梯：1976年1月7日～第1444梯：1983年10月19日；每週三入伍一梯次。
- 第1445梯：1983年11月1日～第1468梯：1984年6月21日；每月1日、11日、21日各入伍一梯次。
- 第1469梯：1984年7月1日起，每月入伍二梯次。
- 第2000梯：2006年8月22日
- 第2095梯：2010年8月11日
- 第2225梯：2017年12月19日（國防部表訂陸軍常備兵最後梯次）
- 第2226梯：2024年1月25日（國防部表訂恢復常備兵役徵集梯次）

## 實施情形與評價

### 判定標準爭議
1. 有醫學院役男利用醫學專業知識，以服藥等方式製造身體異常來規避兵役。據調查，醫學院役男免役的比例高於其他科系役男甚多。在2004年以前，醫學系畢業生免役的比例約為六成，而後役政單位為防堵醫學生利用專業知識與人脈免役，規定禁止醫學生以自己實習或就學之醫院開立之證明免役，而讓免役比例降為三到四成。雖仍遠高於全體免役比例9.3% 。考慮到體檢规定往往是医学院学生最为了解，這個比例可能是合理的。[15]
2. 轟傳一時的周杰倫僵直性脊椎炎案，能打籃球（全場比賽的運動程度）、能跳熱舞、能接拍李小龍功夫片，雖然已重複判定免役，仍不免遭常情指摘[16]，因為能作到這些事情的人亦當能在營中報效國家，倘若偶發作病症也可呈報主官醫官開立全休或半休單，也可選擇國軍藝工隊相關單位可以服役一如當年已故歌手張雨生。然而，有病友認為，打籃球、跳熱舞及拍功夫片，與適不適合報效國家，並無直接關聯，因輕度僵直性脊椎炎病患雖有劇烈運動的能力，醫生還是會建議病患運動前必須熱身[17]，並避免經常碰撞之運動，以避免相關風險[18]。病友也指出，因患者普遍有慢性腰痛及部分關節鈣化的症狀，長時間固定同一姿勢以及搬運重物這類兵役常務，對患者而言十分痛苦。另外，對於偶發作症狀可呈報主官醫官的意見，有病友經驗顯示，醫官不一定會重視該病的急性發炎症狀，長官也可能欠缺對該病的認識，誤以為急性發炎時只有脊椎痛，只要動一動就會好。[19]亦有病友指出，因無發作時與一般人無異，突然發作而請假，容易受到長官的刁難及部隊的質疑[20]，尤其在天氣溼冷時，症狀容易加重，很難在幾天之內恢復；缺乏休息會使症狀惡化，也曾經出現患者在部隊中急速惡化的案例，要求患者服兵役，既不人道也不符合效益原則。病友認為，有能力做劇烈運動的免役體位者眾多，卻只有僵直性脊椎炎患者受到質疑。[21]

### 與其他國家的比較
- 事實上，不只有臺灣針對僵直性脊椎炎患者訂定服役資格的相關規定，美國海軍也免除患者的服役資格[22]。

- 韓國則將僵直性脊椎炎列為僅需接受短期軍事理論培訓的第五級役種 (免除現役及公益勤務，但可應戰時召集勤務者)，部分較嚴重患者列為第六級(免役)。[23][24][25]